# Yucca constricta
Yucca constricta, conocida por el nombre común yucca de Buckley, es una especie de planta fanerógama perteneciente a la familia Asparagaceae.

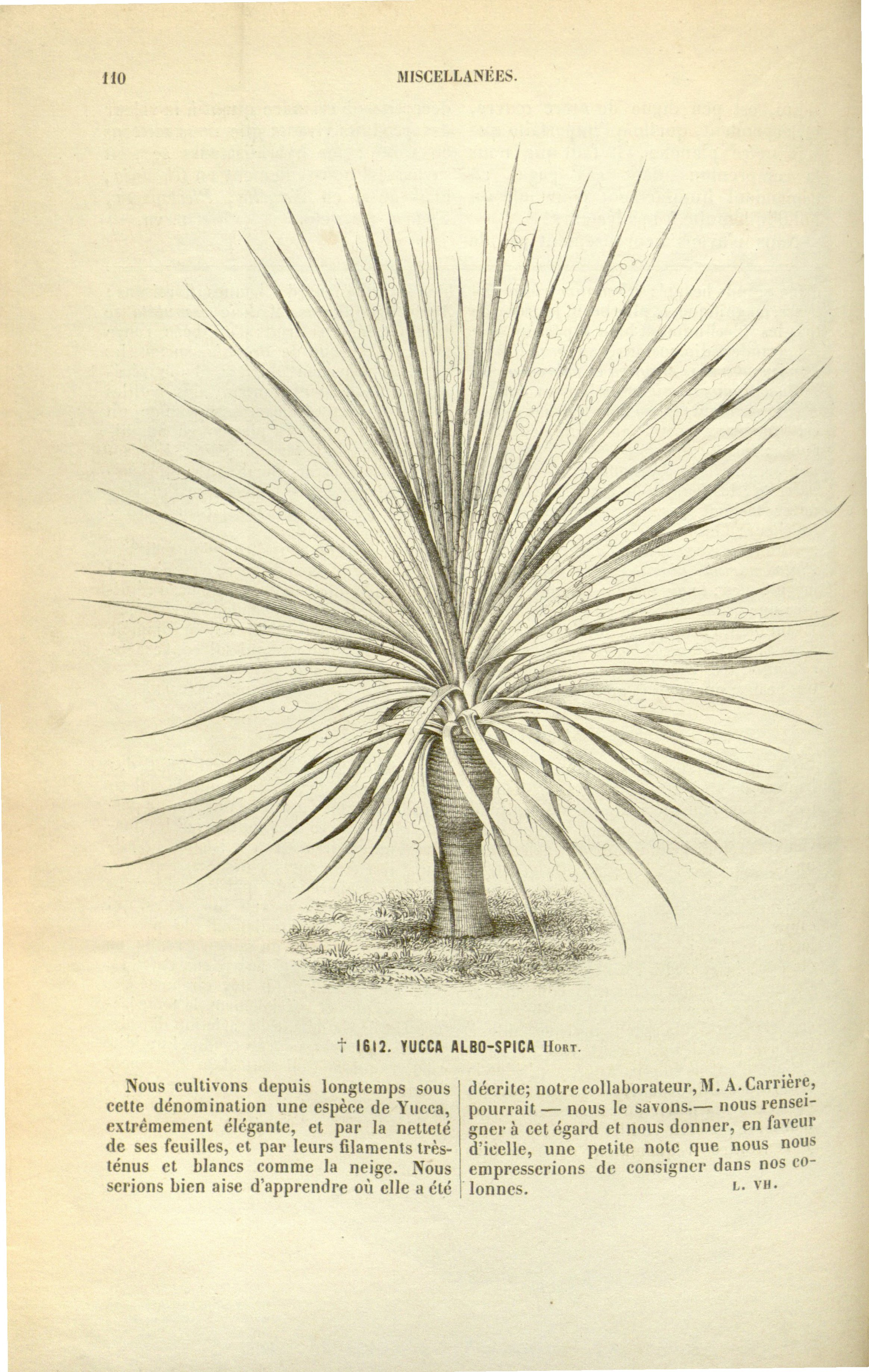
Ilustración

## Distribución y hábitat
Se encuentra en las rocas de piedra caliza en las colinas del centro y el este de Texas, y también en Coahuila, México.

## Descripción
Yucca constricta es normalmente acaulescente (sin tronco), a veces crecen en racimos, separadas por tallos rastreros. Los tallos florales llegan alcanzan un tamaño de 50 cm con flores colgantes de color blanco verdoso. La fruta es una seca cápsula con semillas de color negro brillante.

## Taxonomía
Yucca constricta fue descrita por Samuel Botsford Buckley y publicado en Proceedings of the Academy of Natural Sciences of Philadelphia 14(1): 8. 1862[1863].
Etimología
Yucca: nombre genérico que fue nombrado por Carlos Linneo y que deriva por error de la palabra taína: yuca (escrita con una sola "c").
constricta: epíteto latíno que significa "constreñida".
Sinonimia
- Yucca albospica Van Houtte
- Yucca polyphylla Baker[11][12]